# Piazza Guerrazzi
Piazza Guerrazzi è una piazza di Livorno ubicata lungo la via Grande, all'interno della città pentagonale progettata da Bernardo Buontalenti. Qui si trova il monumento al medesimo Francesco Domenico Guerrazzi, realizzato da Lorenzo Gori. La piazza si chiamò in origine piazzetta di Porta a Pisa, poi piazza di Santa Barbara, piazza dello Spedale (in riferimento al vicino ospedale di Santa Barbara) e piazza del Picchetto dal 1866 fino al 1873 quando ebbe il nome attuale. Nei pressi si trovava l'antica chiesa di Santa Barbara.

## Storia
In epoca medioevale, ancor prima della fondazione della città medicea, l'area dell'attuale piazza Guerrazzi era il punto d'incontro tra due importanti strade che collegavano il piccolo borgo labronico a Pisa e alla campagna di Salviano; inoltre qui, secondo la tradizione, sorgeva un'antica pieve dedicata a Santa Giulia, successivamente integrata nella chiesa di Santa Barbara. 
Nel 1577 furono avviati i lavori per la città fortificata voluta dai Medici: su progetto del Buontalenti l'abitato fu chiuso all'interno di un sistema di fossi e, nei pressi della citata pieve, fu innalzata la Porta a Pisa, con la creazione di una piccola corte interna al varco.

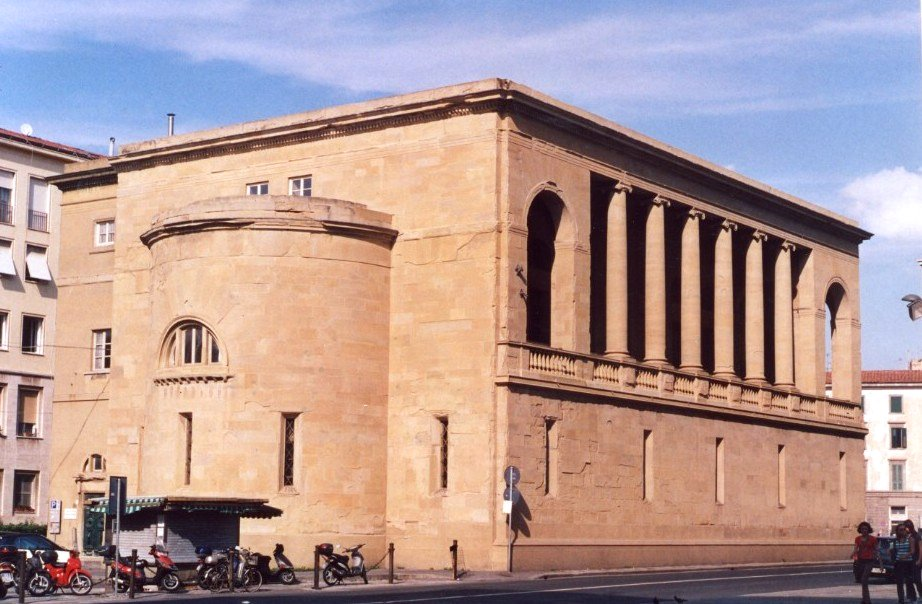
Il Cisternino di città in piazza Guerrazzi

Nel XVIII secolo, sul lato settentrionale della piazza sorse il Palazzo del Picchetto, attribuito a Giovan Battista Foggini, mentre, nel secolo successivo, l'area adiacente alle fortificazioni fu occupata dal Cisternino di città, il monumentale serbatoio progettato da Pasquale Poccianti per il rifornimento idrico del centro cittadino.
Proprio la demolizione della Porta a Pisa, avvenuta intorno agli anni quaranta dell'Ottocento con la costruzione della nuova cinta daziaria, portò Poccianti a rivedere il disegno del Cisternino, dotando l'edificio di un nuovo prospetto lungo la via Grande.
La suddetta strada fu prolungata quindi sino alla vasta piazza dei Granduchi (oggi della Repubblica); pertanto la piccola piazza, chiusa tra l'abside del Cisternino e il Palazzo del Picchetto, cessò la sua funzione di raccordo tra la città buontalentiana ed i sobborghi esterni in favore della grande volta sul Fosso Reale progettata da Luigi Bettarini.
Nel 1851, sul lato opposto alla chiesa di Santa Barbara, fu edificiato il "Caffè della Posta", frequentato da personaggi di spicco come Giovanni Marradi, Giosuè Carducci e lo stesso Guerrazzi. Nel dicembre del 1923, nel lotto di terreno occupato dal giardino del Caffè, fu inaugurato il piccolo Cinema - Teatro Lazzeri, celebre per i suoi spettacoli cinematografici e di varietà.
Tuttavia, l'assetto della piazza subì importanti cambiamenti nel secondo dopoguerra, quando, a seguito delle devastazioni belliche subite dall'intero centro cittadino, fu demolita la maggior parte degli edifici storici. Il lato settentrionale, delimitato dal Picchetto e dal Cisternino, rimase sostanzialmente intatto, mentre gli altri immobili, ad esclusione del Cinema - Teatro Lazzeri, furono totalmente ricostruiti; l'antica chiesa di Santa Barbara, sopravvissuta ai bombardamenti, fu abbattuta per consentire la realizzazione dei porticati lungo la via Grande.
Al centro di piazza Guerrazzi fu quindi collocata un'antica colonna proveniente dai demoliti loggiati progettati da Alessandro Pieroni in piazza Grande.

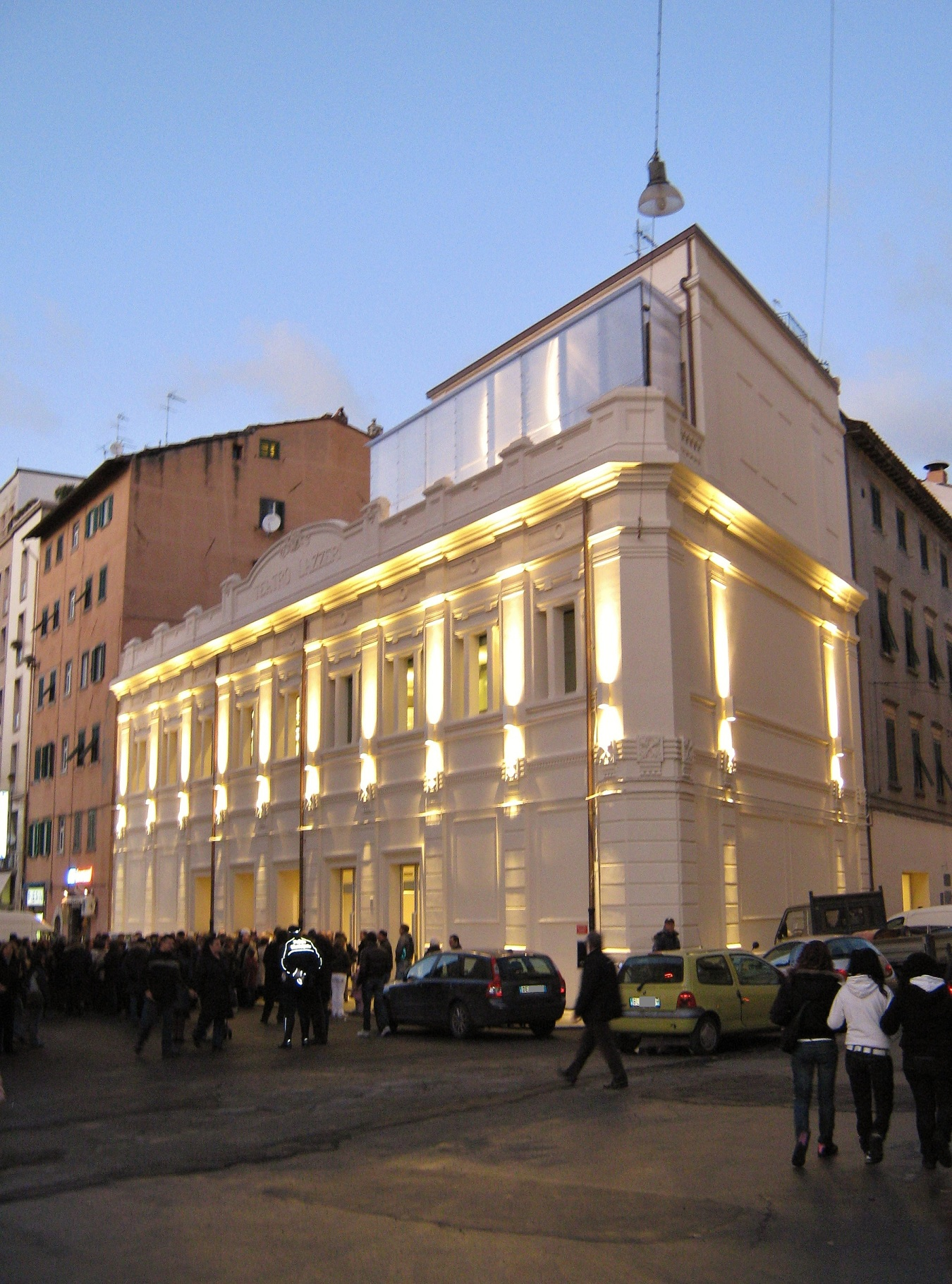
Ex cinema-teatro Lazzeri

Sul finire del Novecento la colonna è stata rimossa per consentire la realizzazione di un parcheggio sotterraneo nella medesima area: i lavori, completati tra molte difficoltà, hanno portato alla creazione di uno spazio incapace di dialogare col contesto urbanistico circostante, come amaramente sottolineato dallo storico Dario Matteoni. 
Nella seconda metà del XIX secolo vi venne collocato il monumento a Francesco Domenico Guerrazzi, di Lorenzo Gori.

## Luoghi d'interesse nei pressi della piazza
- Monumento a Francesco Domenico Guerrazzi
- Palazzo del Picchetto
- Cisternino di città
- Piazza della Repubblica
- Ex cinema teatro Lazzeri
- Chiesa di Santa Barbara